# Iván Velásquez Gómez
Iván Velásquez Gómez (Medellín, 12 de mayo de 1955) es un abogado, jurista, diplomático y defensor de los derechos humanos colombiano que se desempeña como embajador de Colombia ante la Santa Sede y la Orden de Malta desde mayo de 2025. Fue Ministro de Defensa Nacional de Colombia en el gobierno de Gustavo Petro.
De larga trayectoria jurídica, Velásquez fue magistrado auxiliar de la Corte Suprema de Justicia durante el escándalo de la Parapolítica desde 2006 hasta 2012, lo que causó una persecución en su contra por parte de funcionarios del gobierno Uribe, como lo determinó un tribunal de justicia en 2020.
En 2013 fue designado por la Organización de las Naciones Unidas para ser el jefe de la Comisión Internacional contra la Impunidad en Guatemala (CICIG), cargo que desempeñó hasta 2019.
Durante su gestión, la CICIG, en conjunto con el Ministerio Público guatemalteco, desmanteló redes de corrupción de alto nivel, incluyendo casos emblemáticos como el de “La Línea”, que en 2015 llevó a la renuncia y encarcelamiento del entonces presidente Otto Pérez Molina y la vicepresidenta Roxana Baldetti. El 16 de enero de 2023, el fiscal guatemalteco Rafael Curruchiche, incluido por EE. UU. en la lista Engel por corrupción, anunció investigaciones contra exfiscales y exintegrantes de la CICIG, y el 2 de junio de 2025, se emitieron órdenes de captura contra Velásquez y la actual fiscal general de Colombia, Luz Adriana Camargo, por su supuesta participación en estas investigaciones. Diversos observadores han señalado que estas acciones son parte de un patrón de criminalización contra operadores de justicia que lucharon contra la impunidad en Guatemala. La comunidad internacional ha reaccionado con firme respaldo a Iván Velásquez. La ONU y la Unión Europea apoyaron su trabajo desde su nombramiento en 2013, y en 2017, cuando el entonces presidente guatemalteco Jimmy Morales lo declaró persona non grata, la portavoz de la Alta Representante de la UE expresó que la medida “ponía en riesgo el estado de derecho”.

La Comisión Internacional de Juristas (CIJ) calificó la expulsión como “nula de pleno derecho” y destacó que violaba el derecho internacional. La Asociación Americana de Juristas también ha denunciado desde 2023 intentos de socavar el orden constitucional en Guatemala.
 En 2022, el Departamento de Estado de los Estados Unidos sancionó a los fiscales Rafael Curruchiche y Consuelo Porras por obstruir la justicia. Las reacciones internacionales reflejaron un consenso amplio donde las acusaciones contra Velásquez carecen de credibilidad y son vistas como represalias por su lucha decidida contra la corrupción estructural en Guatemala.
 La ONU aclaró que Velásquez como los otros juristas internacionales que participaron en la CICIG gozan de inmunidad diplomática por lo que la orden de captura carece de respaldo jurídico y es considerada espuria.

## Primeros años y estudios
Iván Velásquez nació en Medellín, hijo de Alberto Velásquez y Mariela Gómez, siendo el menor de siete hijos. Su padre era joyero y sufrió un atraco por lo que tuvo dificultades para seguir sosteniendo a su familia y decidió dejar a algunos de sus hijos al cuidado de otros familiares. Por esta razón Iván Velásquez terminó estudiando algunos años en el Colegio San Francisco de Asís de Barranquilla. Más tarde regresó a Medellín donde estudió en el liceo Lucrecio Jaramillo Vélez, anexo de la Universidad de Antioquia. Allí conoció a quién sería su esposa María Victoria Gil.
Estudió derecho en la Universidad de Antioquia. Fue litigante y director del Colegio Antioqueño de Abogados, COLEGAS, desde donde adelantó campañas contra el entonces denominado Estatuto de defensa de la justicia que establecía los jueces sin rostro y los testigos secretos.

## Trayectoria jurídica

### Procurador
Entre 1991 y 1994 ocupó el cargo de procurador departamental de Antioquia. Logró consolidar la Oficina Permanente de Derechos Humanos de la Procuraduría Departamental, que atendía las 24 horas las denuncias de graves violaciones de derechos humanos ocurridas en el Valle de Aburrá, que incluían detenciones clandestinas o arbitrarias, desaparición forzada de jóvenes de comunas populares, allanamientos y registros indiscriminados y cerramientos de barrios enteros, entre otros. También impulsó el Comité Interinstitucional de Derechos Humanos (primero en el país) que contaba con la participación de todas las organizaciones no gubernamentales de derechos humanos que funcionaban en Medellín, junto con la policía nacional, el Departamento Administrativo de Seguridad (DAS), el Ejército, la iglesia católica, la Fiscalía y el Ministerio Público.

### Fiscal
A partir de 1996 fue magistrado auxiliar en el Consejo de Estado, hasta que en 1997 fue escogido por el entonces fiscal Alfonso Gómez Méndez como Director Regional de Fiscalías en Medellín (1997-1999). Estando en este cargo, y en conjunto con un equipo de investigadores, emprendió una lucha frontal contra los grupos de autodefensas. La investigación permitió establecer cómo a través de 43 empresas de fachada en Antioquia y Córdoba y 495 cuentas bancarias, el paramilitarismo había movido más de $25 mil millones de pesos en pocos años. En febrero de 1998 fue asesinado su amigo y colega Jesús María Valle con quien compartía la preocupación por la vulneración de los derechos humanos que estaba ocurriendo en Antioquia. Valle había denunciado por años el sistema de las Convivir y la complicidad de los paramilitares con miembros del ejército, en las masacres de La Granja y El Aro, entre otros crímenes.

### Caso de la Parapolítica
Vinculado a la Corte Suprema de Justicia como magistrado auxiliar desde el año 2000, a partir del 2006 y hasta el mes de agosto del 2012, Velásquez coordinó la Comisión de Apoyo Investigativo de la Sala Penal, encargada de investigar las relaciones entre miembros del Congreso de la República y el paramilitarismo, en el escándalo conocido como Parapolítica, que llevó a la Corte Suprema a ordenar la investigación, por crímenes de lesa humanidad, contra políticos elegidos gracias a la comisión de masacres, homicidios selectivos y desplazamientos masivos ejecutados por los grupos paramilitares. Las investigaciones adelantadas por la Comisión produjeron la condena de más de 60 congresistas. Una decena más se encuentran en instrucción o juicio y más de 130 están vinculados a investigaciones previas, develando, además, las estructuras criminales ligadas con los llamados "narcopolíticos".

#### Caso Tasmania
El 8 de octubre de 2007, el entonces presidente Álvaro Uribe Vélez presentó una información, que años más tarde se reconocería como falsa, sobre un supuesto complot del entonces magistrado investigador del caso de la parapolítica, Velásquez, con el paramilitar José Orlando Moncada Zapata, conocido con el alias de Tasmania. Según Uribe, la presidencia había recibido una carta firmada por Tasmania donde aseguraba que Velásquez había ofrecido beneficios al exparamilitar a cambio de que declarara contra Mario Uribe Escobar y contra el mismo presidente Uribe. Mario Uribe es primo y había sido aliado político del entonces presidente, en 2011 resultó condenado por sus probados vínculos con paramilitares.
Años después, alias Tasmania, se retractó de dichas declaraciones diciendo que todo había sido orquestado por su abogado, Sergio González Mejía, quien le presentó una carta redactada y le pidió que la firmara y pusiera su huella a cambio de un dinero, una casa para su familia y beneficios judiciales. Se supo que el abogado González Mejía había sido cercano a los Uribe Vélez y vecino de finca del hermano del presidente Santiago Uribe Vélez, quien también ha tenido investigaciones por conformación de grupos paramilitares. La justicia concluyó que todo se trató de un complot que buscaba desprestigiar la labor del magistrado investigador Velásquez, cuyo trabajo había sido esencial para lograr desenmascarar las relaciones de varios importantes políticos, aliados del gobierno Uribe, con grupos paramilitares.

#### Persecución en su contra
Durante su paso como investigador del caso de la parapolítica, Velásquez fue víctima de interceptaciones y seguimientos ilegales por orden de altos funcionarios del gobierno Uribe.
En el año 2020, el Tribunal Administrativo de Cundinamarca condenó al desaparecido Departamento Administrativo de Seguridad y al Departamento Administrativo de la Presidencia del gobierno de Álvaro Uribe, por los seguimientos ilegales realizados en contra de Velásquez cuando este se desempeñaba como investigador del escándalo.

#### Consecuencias
En noviembre de 2012 la International Bar Association, IBA, y la Asociación de Jueces Alemanes le entregó el premio mundial de Derechos Humanos a Velásquez como reconocimiento a su dedicación a la justicia, y su compromiso con los Derechos Humanos, y teniendo en cuenta su contribución a la lucha en contra de la impunidad en Colombia.

### Jefe de la CICIG

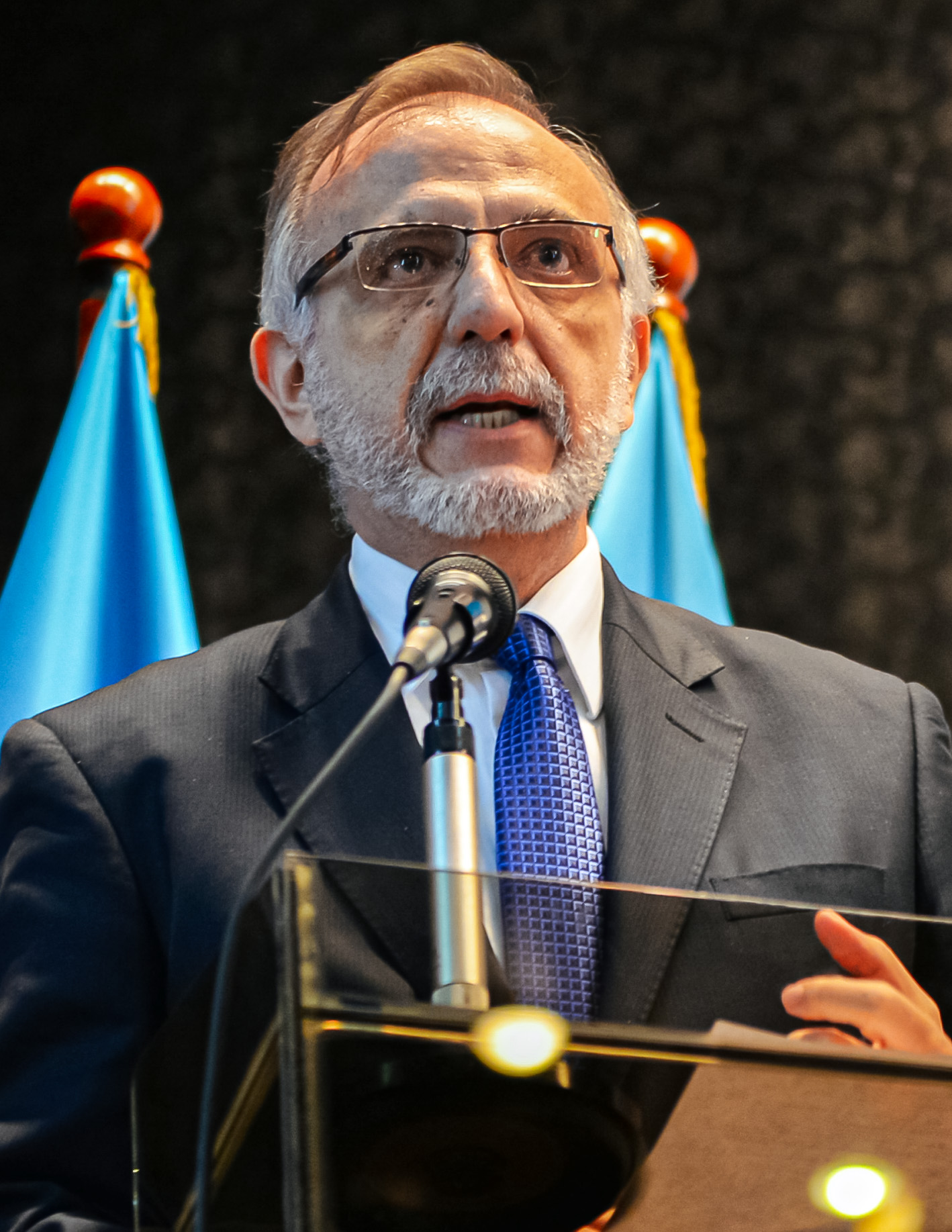
Velásquez durante su desempeño como Jefe de la CICIG

Fue el jefe de la Comisión Internacional contra la Impunidad en Guatemala (CICIG).

#### Caso La Línea
El Caso de «La Línea» es un caso de corrupción en las aduanas de Guatemala que está siendo investigado por la Comisión Internacional contra la Impunidad en Guatemala (CICIG) en 2001. La investigación de la CICIG fue hecha pública el 16 de abril de 2015 e involucró a varios altos funcionarios del gobierno del general retirado Otto Pérez Molina, incluyendo el secretario privado de la vicepresidencia, el capitán retirado Juan Carlos Monzón y directores de la Superintendencia de Administración Tributaria de Guatemala (SAT). Tras pasar una semana de que se hicieron los anuncios, la atención se centró en las figuras de Pérez Molina y de la vicepresidenta Roxana Baldetti, al punto que se organizó una manifestación de protesta para exigir la renuncia al derecho de antejuicio del presidente y la renuncia al cargo a la vicepresidenta el 25 de abril de 2015 en la Plaza de la Constitución y se corrieron rumores de una posible paralización de la Ciudad de Guatemala el 27 de abril. Aun cuando a raíz de estas demostraciones populares el presidente solicitó al Secretario General de las Naciones Unidas la extensión del mandato de la CICIG hasta septiembre de 2017, ni el Ministerio Público ni la CICIG han reportado nombres de ninguna de las empresas que habrían utilizado los servicios de «La Línea» para defraudar al fisco guatemalteco.[cita requerida]
Por otro lado, aunque no haya organización política que haga estallar todo el malestar acumulado, las élites tradicionales del país, preocupadas por la situación actual y considerando que el polvorín social podría estallar, organizaron una lucha frontal contra la corrupción de los funcionarios públicos y obligaron a estos a extender la permanencia de la Comisión Internacional Contra la Impunidad en Guatemala, logrando que el malestar de la población se dirigiera hacia el gobierno y en especial hacia la vicepresidenta, Roxana Baldetti Elías, quien fue obligada a renunciar el 8 de mayo de 2015.

#### Caso Redes
El Caso Redes es un caso de corrupción descubierto por el Ministerio Público y la Comisión Internacional contra la Impunidad en Guatemala el 9 de julio de 2015 y que involucró a las empresas energéticas Jaguar Energy y Zeta Gas y a exfuncionarios del gobierno del general retirado Otto Pérez Molina. Entre estos últimos están Gustavo Martínez -exsecretario de la presidencia y yerno de Otto Pérez Molina- y Edwin Rodas, -ex viceministro de Energía y Minas-; además, fue detenido César Augusto Medina Farfán, quien fungió como operador para beneficiar a la referida empresa y a Zeta Gas.

#### Expulsión

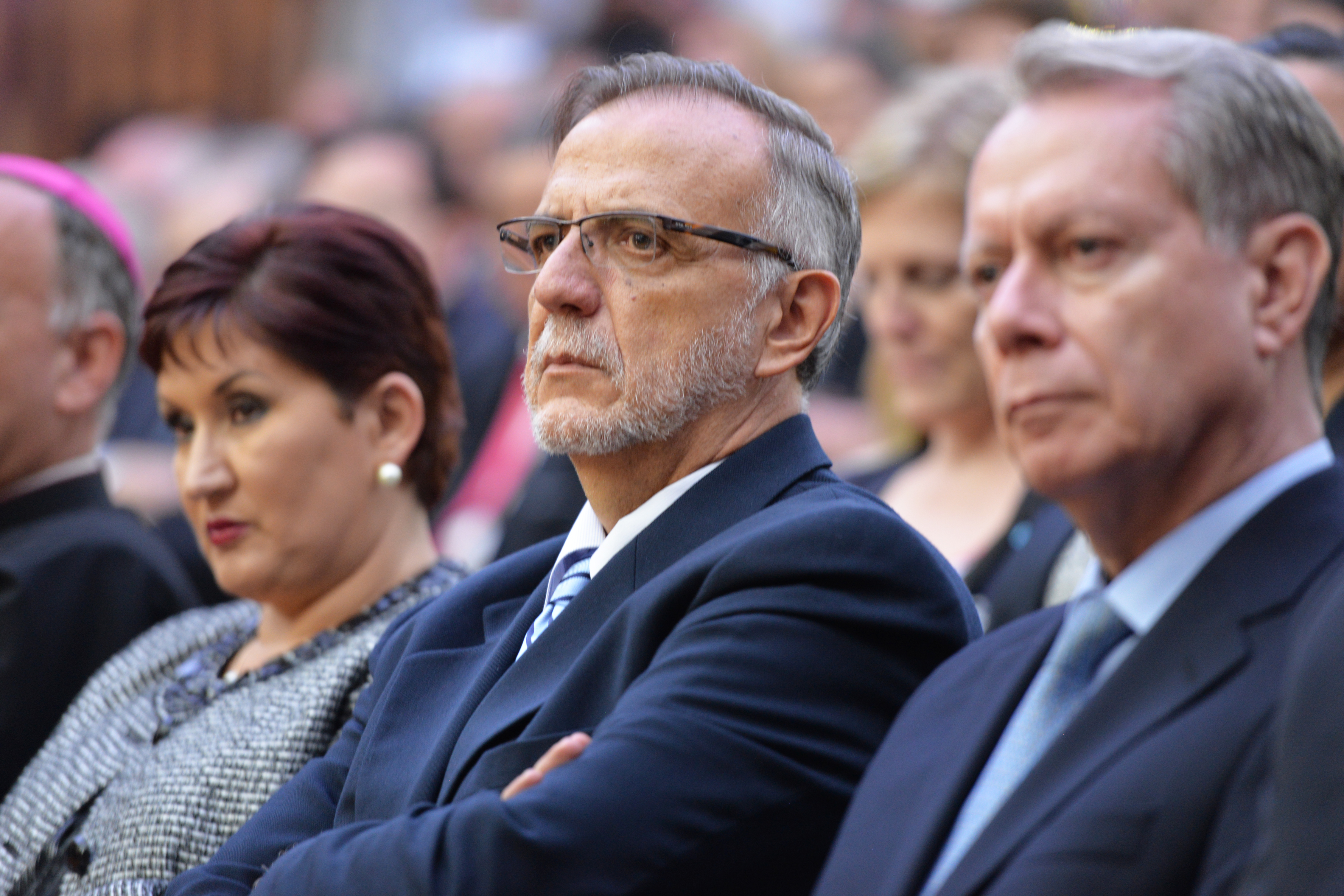
Velásquez junto a la fiscal de Guatemala, Thelma Aldana en 2013

El 25 de agosto de 2017 Velásquez junto a la fiscal general de Guatemala, Thelma Aldana, retira la inmunidad al Presidente por estar involucrado en un caso de corrupción en el que se le acusa del delito de financiamiento electoral ilícito.
El 27 de agosto el presidente de Guatemala Jimmy Morales anunció que iba a expulsar del país a Velásquez tras declararle "non grato". El 29 de agosto la Corte de Constitucionalidad emitió un fallo histórico en el que enmendaba la plana al presidente y suspendía de forma "definitiva" su decisión de expulsar al comisionado. La CC aceptó, con el voto a favor de tres jueces y la oposición de dos magistrados, aceptar un amparo presentado por el procurador de los Derechos Humanos de Guatemala, Jordán Rodas, en contra de la decisión de Morales de expulsar a Velázquez del país. La Corte detalló en su fallo judicial que la declaración de "non grato" de Velázquez incumplió los artículos 182 y 194 de la Constitución de Guatemala, teniendo en cuenta que Jimmy Morales no contó con el respaldo de sus ministros a la hora de tomar tan drástica decisión. Al único que informó de su voluntad de declarar 'non grata' a Velázquez fue al canciller de Relaciones Exteriores, Carlos Raúl Morales, para pedirle que también firmara la carta de expulsión, si bien este se negó, lo que supuso su destitución inmediata.
Luego de un año, el 31 de agosto de 2018, el presidente Jimmy Morales anunció en conferencia de prensa rodeado por los ministros de Gobernación, Relaciones Exteriores, Defensa, el vicepresidente y militares, la no renovación del mandato de CICIG y que por ende, la comisión cesaba funciones el 3 de septiembre de 2019, también ordenó la transferencia inmediata de funciones de la comisión hacia el Ministerio Público. En la conferencia, adujo que el secretario general de las Naciones Unidas no había prestado atención a la solicitud del gobierno sobre el relevo de comisionado. El comisionado Velásquez asistió a una visita oficial a Estados Unidos el 2 de septiembre de 2018. Un día después, el presidente Jimmy Morales junto al Consejo Nacional de Seguridad ordenó impedir el regreso del comisionado a Guatemala, lo que provocó una oleada de críticas internacionales por la insistencia del gobierno.

## Ministro de Defensa

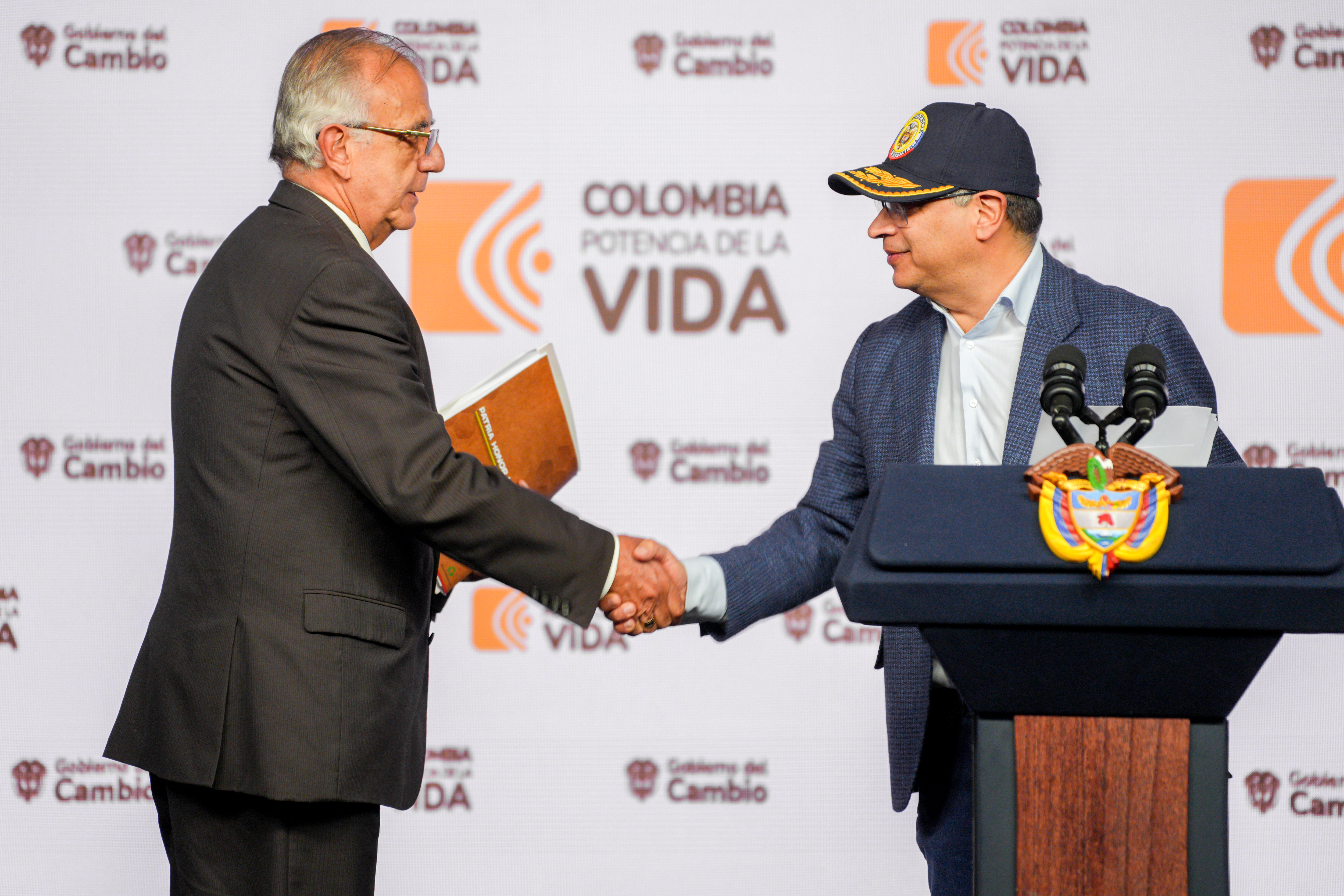
Velásquez con el presidente Petro en 2024

El 22 de julio de 2022 fue designado por el presidente de la República Gustavo Petro como Ministro de Defensa Nacional durante su Gobierno.
La gestión de Iván Velásquez como Ministro de Defensa de Colombia, entre agosto de 2022 y febrero de 2025, tuvo tanto logros reconocidos como cuestionamientos desde distintos sectores. Su administración combinó esfuerzos por mejorar la transparencia institucional y las condiciones del personal militar, con desafíos persistentes en materia de seguridad que motivaron críticas especialmente desde la oposición. Velásquez asumió el cargo con una visión centrada en la dignificación del servicio militar y la lucha contra la corrupción dentro de las Fuerzas Armadas.
Velásquez impulsó mejoras sustanciales en la calidad de vida de los soldados. Desde enero de 2025, se aumentó la bonificación mensual de los soldados regulares al 70% del salario mínimo.  También se incrementó en 57.8% la partida de alimentación para soldados, policías y estudiantes de formación policial y militar. A esto se sumó la inauguración de centros recreativos para el descanso de miembros de la fuerza pública, como el de Carmen de Apicalá (Tolima) en febrero de 2025, y el impulso a la eliminación gradual del servicio militar obligatorio.
No obstante, su administración enfrentó fuertes críticas desde sectores opositores que cuestionaron la falta de avances concretos en la reducción del poder de los grupos armados ilegales y el retroceso del control territorial por parte del Estado, así como críticas a la Ley de Paz Total impulsada por el gobierno. En marzo de ese año, la oposición promovió una moción de censura en su contra, que no prosperó, evidenciando la polarización sobre su gestión. Su renuncia en 2025 marco el final de esta etapa siendo uno de los ministros que más tiempo permaneció en su cargo en el gobierno Petro, con algunos sectores reconociendole sus avances en materia de lucha anticorrupción al interior de las fuerzas militares y dignificacion del servicio mientras otros con fuertes críticas en el desempaño en materia de combate a grupos armados ilegales.
En abril de 2025 Velásquez recibió el beneplácito del Vaticano para ser el nuevo embajador de Colombia ante dicho estado.

## Reconocimientos
El 24 de septiembre de 2018, Thelma Aldana y el comisionado Iván Velásquez recibieron el premio Right Livelihood, también conocido como el Premio Nobel Alternativo en reconocimiento a su lucha contra la corrupción e impunidad.